# Listă de dirijori români
Aceasta este o listă de dirijori români notabili.

## A
- Horia Andreescu

## B
- Christian Badea[1][2]
- Jean Bobescu
- Mihai Brediceanu
- Nicolae Brânzeu
- Ion Baciu
- Leonida Brezeanu
- Constantin Bugeanu [3][2]

## C
- Carmen Maria Cârneci
- Sergiu Celibidache
- Antonin Ciolan
- Boris Cobasnian [4]
- Sergiu Comissiona
- Ciprian Costin [5][6]
- Marin Constantin

## D
- Florica Dimitriu

## E
- Emanuel Elenescu
- George Enescu

## F
- Iurie Florea

## G
- Aurel Grigoraș
- George Georgescu
- Viorel Gheorghe
- Dan Mihai Goia

## I
- Ion Iancu
- Ilarion Ionescu-Galați

## J
- Mihail Jora

## K
- Emil Klein

## M
- Sergiu Malagamba
- Cristian Mandeal
- Ion Marin
- Camil Marinescu
- Egizio Massini
- Cristian Măcelaru

## P
- Ionel Perlea
- Voicu Popescu
- Mircea Popa

## R
- Mihaela Silvia Roșca

## S
- Matei Socor
- Constantin Silvestri
- Gheorghe Sîrghie

## T
- Cornel Trăilescu

## V
- Ion Vidu